# Panthera pardus delacouri
Il leopardo indocinese (Panthera pardus delacouri Pocock, 1930) è una sottospecie di leopardo diffusa in Indocina. Tuttora è una sottospecie estinta nell'area di Singapore, prossima all'estinzione in Laos, Vietnam, Cambogia e Cina, mentre la sua distribuzione in Thailandia, Malesia e Myanmar si è nettamente ridotta. Si stima che il leopardo indocinese occupi solo il 6,2% del suo aerale originario.
Gli esemplari melanici di questa sottospecie, le cosiddette "pantere nere" sono molto frequenti.

## Descrizione
È una sottospecie di leopardo di dimensioni medio-piccole, contemporaneamente un peso medio di 40 kg nei maschi. Le femmine sono circa una volta e mezza più piccole.Come le altre sottospecie ha corpo elastico, con zampe corte e robuste e una lunga coda per mantenere l'equilibrio sugli alberi.

## Biologia
Data la presenza di altri carnivori, persiste nel felide l'abitudine di trasportare la preda su un albero. I cervi latranti costituiscono le sue prede più comuni, ma non disdegna scimmie di varie specie (entelli, macachi, gibboni), giovani sambar (a volte anche adulti fino a una certa taglia) e capricorni di Sumatra e binturong, ma anche sciacalli e leopardi nebulosi, nonché cuccioli di tigre e orso. La tigre indocinese costituisce il suo più grande rivale, essendo sia in grado di aggredire cuccioli di leopardo ed esemplari adulti, ma anche l'orso è un avversario temibile a causa della sua aggressività e taglia superiori al leopardo.